# Argia sabino
Argia sabino е вид водно конче от семейство Coenagrionidae. Видът е световно застрашен, със статут Уязвим.

## Разпространение
Разпространен е в Мексико (Халиско) и САЩ (Аризона).